# 743
Évszázadok: 7. század – 8. század – 9. század
Évtizedek: 690-es évek – 700-as évek – 710-es évek – 720-as évek – 730-as évek – 740-es évek – 750-es évek – 760-as évek – 770-es évek – 780-as évek – 790-es évek
Évek: 738 – 739 – 740 – 741 –  742 – 743 – 744 – 745 – 746 – 747 – 748

## Események

### Bizánci Birodalom
- V. Kónsztantinosz császár Szardeisznél legyőzi trónbitorló sógorát, Artabaszdoszt. Három hónappal később annak fiát, Nikétaszt is megfutamítja, majd elfoglalja Konstantinápolyt. Az Artabaszdoszt megkoronázó Anasztasziosz pátriárkát szamáron vezetteti végig a városon, de meghagyja hivatalában. A menekülő Artabaszdoszt elfogják, fiaival együtt megvakítják és a főváros melletti Khóra kolostorába zárják.
- Kónsztantinosz megreformálja a császári testőrséget, elit nehézlovas, tagma egységgé alakítja át.

### Európa
- Karlmann és Kis Pippin frank majordomusok a sorozatos lázadások miatt úgy döntenek, hogy mégis szükség van egy egységet szimbolizáló királyra és a kolostorból kihozott III. Childericet a hét éve üresen álló trónra ültetik.
- Karlmann összehívja a Concilium Germanicumot, a Frank Birodalom keleti felének első általános zsinatát, melyet Bonifatius érsek vezet.
- A majordomusok a Lech folyónál legyőzik a lázadó Odilo bajor herceget, aki meghódol, cserébe megtarthatja címét.
- Boruth, a szláv karantánok fejedelme Odilo vazallusává válik, cserébe a bajor segítségért az avarok ellen.

### Omajjád Kalifátus
- Februárban meghal az 52 éves Hisám kalifa. Utódja unokaöccse, II. al-Valíd (II. Jazíd fia, aki apja halálakor még túl fiatal volt). Az új kalifa erkölcstelen, iszákos életmódja miatt igen népszerűtlen, különösen miután bebörtönözteti Hisám fiát, a tehetséges hadvezér Szulejmánt.
- A magrebi kormányzóknak sikerül leverniük a berber felkelés maradékait is, azonban míg Ifríkijában és al-Andaluszban teljesen helyreállítják uralmukat, Marokkóban és Kelet-Algériában hatalmuk csak névleges és hamarosan helyi dinasztiák jönnek létre.

### Japán
- Sómu császár elrendeli, hogy a narai Tódai-dzsi templomban állítsanak fel egy hatalmas, 16 méteres Buddha-szobrot, amivel szinte teljesen kimeríti az állam bronz- és nemesfém tartalékait.

## Halálozások
- február 6. – Hisám, omajjád kalifa
- Rigobert, reimsi püspök
- Wihtburh, angolszász hercegnő, apátnő

## Fordítás
Ez a szócikk részben vagy egészben  a(z)   743 című angol Wikipédia-szócikk ezen változatának fordításán alapul.  Az eredeti cikk szerkesztőit annak laptörténete sorolja fel. Ez a jelzés csupán a megfogalmazás eredetét és a szerzői jogokat jelzi, nem szolgál a cikkben szereplő információk forrásmegjelöléseként.